# Federico Pieri
Pour les articles homonymes, voir Pieri.
Federico Pieri, né le 16 juin 1970, à Pesaro, en Italie, est un joueur et entraîneur de basket-ball italien. Il évolue aux postes de meneur et d'arrière. 

## Palmarès
- Champion d'Italie 1988 et 1990
- Champion d'Italie de Lega Due 1993, 2000, 2003
- Coupe d'Italie 2006, 2007